# Max M. Warburg Jr.
Max Marcus Alfons Warburg, auch Max M. Warburg Jr. (* im März 1948 in New York City) ist ein deutscher Bankier und Hauptgesellschafter der M.M.Warburg & Co.

## Biografie

### Familie, Ausbildung
Warburg ist der Sohn von Eric M. Warburg und Enkel von Max Warburg (1867–1946), einem der bedeutendsten Bankiers, Politikberater und Netzwerker seiner Zeit. Er ist verheiratet mit Nagila Warburg und lebt in Blankenese. Seine Familie entstammt der Familienlinie der Mittelweg-Warburgs. Sein Vater Eric M. Warburg (1900–1990) heiratete die jüngste Tochter von Alfons Thorsch, Dorothea (1912–2003), und lebte bis 1957 mit seiner Familie in White Plains (New York). 1957 zog die Familie zurück an ihren Stammsitz nach Hamburg. Seine Schwester, die Ärztin Marie Warburg, ist seit 2005 mit dem ehemaligen Verleger der Hamburger Wochenzeitung Die Zeit und ehemaligen  Kulturstaatsminister Michael Naumann (SPD) verheiratet. Eine weitere Schwester ist die Hamburger Gartenarchitektin Erika Warburg.
Aufgewachsen in den USA, lebt er seit 1957 in Hamburg. Er besuchte das Internat Louisenlund in Schleswig-Holstein. Von 1966 bis 1968 studierte er Volkswirtschaft an der Universität Hamburg und von 1967 bis 1975 Rechtswissenschaften in Hamburg, Freiburg und Heidelberg. Sein Rechtsreferendariat absolvierte er bei verschiedenen Gerichten in Hamburg sowie im Wirtschafts- und Verkehrsministerium in Bonn. 1972 legte er sein 1. Juristisches Staatsexamen und 1975 sein 2. Juristisches Staatsexamen ab. Von 1975 bis 1976 nahm er an einem Credit-Training-Programm bei der Chase Manhattan Bank in New York teil.

### Beruf

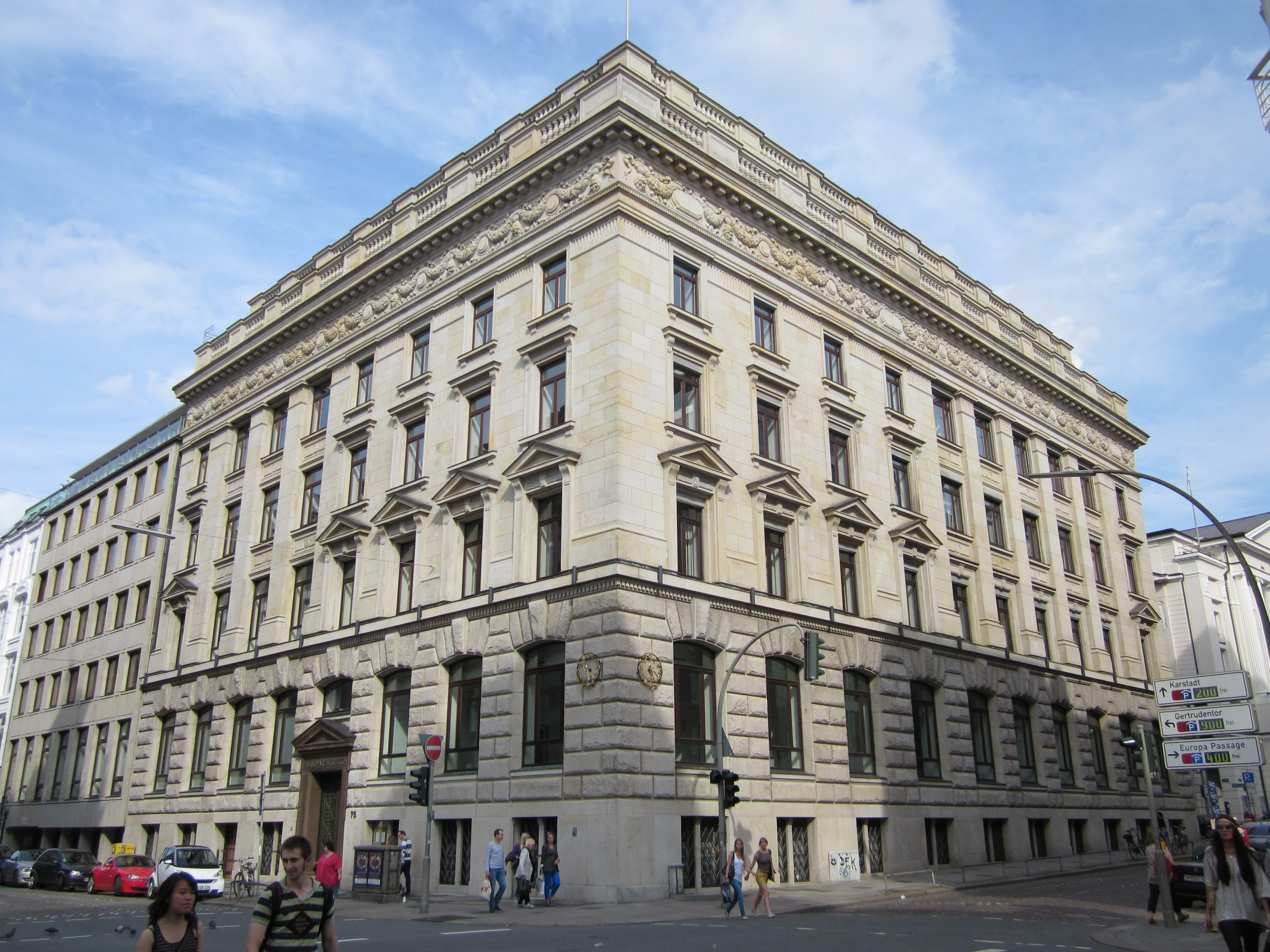
Stammhaus der Bankhaus Warburg an der Ecke Ferdinandstraße zum Alstertor, Hamburg-Altstadt (2011)

1976 war er Financial Analyst und Corporate Research Officer der E.M. Warburg, Pincus & Co. in New York und 1977 in der Kreditsachbearbeitung der Corporate Finance Effektenbank Warburg AG in Frankfurt tätig, von 1977 bis 1978 bei der International Corporate Finance S.G. Warburg & Co. in  London und seit 1978 Director Sales & Trading der M.M. Warburg & Co. KGaA in Hamburg.
Von 1982 bis 2014 war er persönlich haftender Gesellschafter, einzelvertretungsberechtigter Partner der M.M.Warburg & Co. und von  2014 bis Ende 2019 stellvertretender Aufsichtsratsvorsitzender der M.M.Warburg & Co. Über die 2. Max Warburg Beteiligungsgesellschaft mbH, Hamburg war er bis 2022 zu mindestens 25 Prozent an der Degussa Bank AG beteiligt.
Im Zuge der Cum-Ex-Steuerbetrugsaffäre trat Warburg im September 2019 von seinem Posten bei der Familienbank zurück. Josef Joffe, jahrzehntelanger  Mitherausgeber der Wochenzeitung Die Zeit ließ, seitdem bekannt geworden war, dass er Warburg vor den Recherchen seines Hauses „freundschaftlich“ warnte und auch eine Veröffentlichung hilfreich verschob, seine Tätigkeit bis zum Ende seines Vertrages mit Die Zeit ruhen.

### Mitgliedschaften
Warburg Jr. ist Mitglied des Aufsichtsrats  der Eurokai GmbH & Co. KGaA, Hamburg und zweiter Stellvertretender Vorsitzender des Aufsichtsrats der Eurogate Geschäftsführungs-GmbH & Co. KGaA, Bremen. Ebenfalls ist er Vorsitzender des Verwaltungsrats der Kurt F.W.A. Eckelmann GmbH, Hamburg, und der Familie Thomas Eckelmann Verwaltungsgesellschaft mbH, Hamburg. Weiterhin ist Warburg Mitglied des Kuratoriums der Stiftung Atlantik-Brücke. Er gehörte zudem der Freitagsgesellschaft Helmut Schmidts an.